# Jean-Charles-Bénigne de Varenne de Fenille
Jean-Charles-Bénigne de Varenne de Fenille (12 novembre 1780, Paris - 6 janvier 1848, Bourg-en-Bresse), est un homme politique français.

## Biographie
Fils de l'agronome Philibert-Charles-Marie Varenne de Fenille, il entra à l'École polytechnique en 1797, y fut conseil de brigade, et devint auditeur au conseil d'État en 1805, puis sous-préfet de Lyon le 14 janvier 1811. 
Il adhéra au retour des Bourbons, qui le nommèrent président du collège électoral de Bourg et conseiller général, et refusa, aux Cent-Jours (10 juin 1815), les fonctions de sous-préfet de Bourg.
Élu, le 22 août 1815, député du grand collège de l'Ain, il prit place dans la majorité de la Chambre introuvable, fut nommé secrétaire général de la préfecture de l'Ain le 13 novembre 1816, donna sa démission peu après, devint conseiller municipal de Bourg et vice-président de la Société d'agriculture, refusa (10 juin 1818) la sous-préfecture du Vigan, et accepta de nouveau le poste de secrétaire général à Bourg le 6 septembre 1820. 
Réélu député du 1er arrondissement électoral de l'Ain, le 13 novembre 1822 et le 5 février 1824, il vota avec les ministériels modérés, indépendants par sentiment, dépendants par position, et rentra dans la vie privée en 1827.
Il démissionna de toute fonction à la préfecture en 1830, et se retire en campagne.

## Sources
- « Jean-Charles-Bénigne de Varenne de Fenille », dans Adolphe Robert et Gaston Cougny, Dictionnaire des parlementaires français, Edgar Bourloton, 1889-1891 [détail de l’édition]